# Олівер Скарлес
Олівер Джеймс Скарлес (англ. Oliver James Scarles, нар. 12 грудня 2005, Бромлі, Англія) — англійський футболіст, захисник лондонського «Вест Гем Юнайтед».

## Ігрова кар'єра

### Клубна
З восьмирічного віку Олівер Скарлес займався футболом в академії столичного клубу «Вест Гем Юнайтед». В червні 2022 року футболіст підписав з клубом молодіжний контракт.
3 листопада 2022 року Скарлес вийшов у стартовому складі на гру Ліги Європи проти румунського «Стяуа». У 2023 році Скарлес разом з командою виграв Молодіжний Кубок Англії. 16 грудня 2024 року Скарлес провів першу гру в чемпіонаті країни, коли вийшов на заміну в матчі проти «Борнмута».

### Збірна
З 2021 року Олівер Скарлес виступає за юнацькі збірні Англії.

## Досягнення
Вест Гем Юнайтед (U-18)
- Переможець Молодіжного кубку Англії: 2022/23[8]